# فرناندو سافيدرا
فرناندو سافيدرا (بالإسبانية: Fernando Saavedra)‏ (10 أبريل 1986 في تشيلي - ) هو مدرب كرة قدم ولاعب كرة قدم تشيلي في مركز الوسط. لعب مع إيفرتون دي فينا ديل مار وكيلمس واتحاد سان فيليبي ‏ ولاسيرينا.

## وصلات خارجية
- فرناندو سافيدرا على موقع قاعدة بيانات كرة القدم.إي يو (الإنجليزية)
- فرناندو سافيدرا على موقع AS.com (الإسبانية)